# Pseudopilotrichum turgidellaceum
Pseudopilotrichum turgidellaceum là một loài Rêu trong họ Lembophyllaceae. Loài này được (Müll. Hal. ex Dusén) W.R. Buck & B. H. Allen mô tả khoa học đầu tiên năm 1994.